# Schwin (album)
Schwin er det første musikalbum udgivet af det norske rapband Klovner i Kamp. CD'en blev udgivet i 2000, og er det første kommercielle album med rapsange udelukkende på norsk.

## Spor
1. Postulat
2. Showbiz
3. Stjerner I Sikte
4. Damer
5. Gjeld
6. Alt Som Ikke Dreper
7. Det Var Saker
8. Kom Baby
9. Schwin På Schwin
10. Lederne Av Den Nye Skolen
11. Stein I Glasshus
12. Bare Meg